# Festival international du film fantastique et de science-fiction de Paris
Le Festival international de Paris du film fantastique et de science-fiction était un festival de cinéma créé par Alain Schlockoff (le fondateur des magazines L'Écran fantastique et Vendredi 13) au début des années 70.
La 1re édition du festival s'est tenue en mai 1972 au Théâtre Nanterre-Amandiers sous le nom de Convention du cinéma fantastique.
Au bout de 2 ans, après un passage par Le Palace, puis par le Palais des Congrès, le festival s'installe Grand Rex, où il restera 12 ans.
A ne pas confondre avec le Paris International Fantastic Film Festival dont la première édition s'est tenue en 2011 au cinéma Gaumont Opéra Capucines avec une édition en 2015 au Grand REX et depuis 2016 à nos jours au Max Linder.
Le prix principal était la « Licorne d'or ».

## Palmarès de la Licorne d'or
- 1973 : Asylum de Roy Ward Baker  Royaume-Uni
- 1974 : The Wicker Man[5] de Robin Hardy  Royaume-Uni
- 1975 : Les Insectes de feu (Bug) de Jeannot Szwarc  États-Unis
- 1976 : La Course à la mort de l'an 2000 (Death Race 2000) de Paul Bartel  États-Unis
- 1977 : Soudain... les monstres (The Food of the Gods) de Bert I. Gordon  États-Unis
- 1978 : Le Crocodile de la mort (Eaten Alive) de Tobe Hooper  États-Unis
- Mars 1979 : Halloween, La Nuit des Masques (Halloween) de John Carpenter  États-Unis
- Novembre 1979 : Dracula (Dracula) de John Badham  États-Unis- Royaume-Uni
- 1980 : La Nuit de la métamorphose (Izbavitelj) de Krsto Papić  Yougoslavie
- 1981 : Mad Max de George Miller  Australie
- 1982 : Montclare: Rendez-vous de l'horreur (Next of Kin) de Tony Williams  Australie- Nouvelle-Zélande
- 1983 : Xtro de Harry Bromley Davenport  Royaume-Uni
- 1984 : Death Warmed Up de  David Blyth  Australie- Nouvelle-Zélande
- 1986 : House de Steve Miner  États-Unis; Prix gore : Le Jour des morts-vivants (Day of the Dead) de George A. Romero  États-Unis
- 1987 : Evil Dead 2 de Sam Raimi  États-Unis; Prix gore : Street Trash de Jim Muro  États-Unis
- 1988 : Aux frontières de l'aube (Near Dark) de Kathryn Bigelow  États-Unis
- 1989 : Santa Sangre d'Alejandro Jodorowsky  Mexique